# Franz Marhold
Franz Marhold (* 11. Februar 1955 in Wien) ist ein  österreichischer Rechtswissenschaftler und Universitätsprofessor. Marhold leitete das Institut für österreichisches und europäisches Arbeits- und Sozialrecht der Wirtschaftsuniversität Wien bis 2021. Zuvor stand er von 1996 bis 2012 dem Institut für Arbeits- und Sozialrecht an der Karl-Franzens-Universität Graz vor.

## Leben
Franz Marhold wurde 1955 in Wien geboren. Nach dem Studium der Rechtswissenschaften und der Promotion zum Doktor der Rechte in Wien 1977 wurde er im selben Jahr Universitätsassistent am Institut für Arbeitsrecht und Sozialrecht an der Universität Wien, wo er sich 1984 für die Fächer Arbeitsrecht und Sozialrecht habilitierte. 1988 wurde er zum außerordentlichen Universitätsprofessor ernannt, 1990 zum Ordinarius für Bürgerliches Recht und Nebengebiete an der Universität Konstanz. 1996 wurde er zum Ordinarius für Arbeitsrecht und Sozialrecht an der Karl-Franzens-Universität Graz berufen. Er war zudem zwischen als Rechtsanwalt tätig und war von 2012 bis 2021 Partner bei Herbst Kinsky in Wien.
Von 2012 bis 2021 leitet Franz Marhold als Institutsvorstand das Institut für Österreichisches und Europäisches Arbeits- und Sozialrecht an der Wirtschaftsuniversität Wien und war dort bis 2023 auch als ordentlicher Universitätsprofessor in Lehre und Forschung tätig.

## Wissenschaftliches Wirken
Marhold ist Autor von Fach- und Lehrbüchern zum Arbeitsrecht und Sozialrecht sowie wissenschaftlicher Fachartikel. Am bekanntesten ist das Lehrbuch „Österreichisches Arbeitsrecht“, gemeinsam mit Michael Friedrich sowie „Europäisches Arbeitsrecht“ gemeinsam mit Maximilian Fuchs. Die Habilitation der ehemaligen österreichischen Wissenschaftsministerin Beatrix Karl wurde ebenfalls von Marhold betreut.

## Sonstige Tätigkeiten
Neben seiner Tätigkeit als Wissenschaftler übte Marhold Funktionen in verschiedenen Gremien aus. So war  Marhold Mitglied des ORF-Stiftungsrates, Vorsitzender des Universitätsrates der Medizinischen Universität Graz und Vorsitzender des Sozial- und Gesundheitsforums im Hauptverband der österreichischen Sozialversicherungsträger.
Derzeit übt er folgende Funktionen aus:
- Professore di visita Universitá degli Studi Trieste
- 2023 wurde er Mitglied des Europäischen Ausschusses für soziale Rechte (ECSR) des Europarats.[3]

## Auszeichnungen
- 1984: Kardinal-Innitzer-Förderungspreis für Rechts- und Staatswissenschaften
- 2005: Großes Ehrenzeichen für Verdienste um die Republik Österreich
- 2014: Großes Ehrenzeichen des Landes Steiermark

## Presseartikel
- Lücken im Familienbeihilfe-Gutachten (Der Standard, 3. April 2017)[4]